# 劍虹集團控股
劍虹集團控股有限公司，簡稱劍虹集團控股（英語：K. H. GROUP HOLDINGS LIMITED，港交所：1557），1985年，由5名創辦人（但不包括董事會主席余嘯天在內），於香港（總部）成立「劍虹地基有限公司」。
業務在香港經營各類基礎建設工程，包括打椿、地基設計、施工管理等。
股份則在2016年3月18日於港交所主板上市。招股價為0.8至0.95港元之間，發售股份為1億股，集資資金為6,920萬港元，主要用作經營未來項目。

## 外部連結
- kh-holdings.com（页面存档备份，存于）